# 大島拓登
大島 拓登（おおしま たくと、1998年6月1日 - ）は、大阪府枚方市出身のサッカー選手。ルーマニア1部リーグであるリーガ1のCSウニヴェルシタテア・クラヨーヴァ所属。ポジションはMF。

## クラブ歴

### プロ入り前
立正大学淞南高等学校から福岡大学に進学。
2019年3月に日本サッカーリーグのFC大阪への加入が発表された。同年9月に兵庫県社会人サッカーリーグ2部のFC淡路島への完全移籍が発表された。

### TJ Družstevník Župčany
2020年、スロバキア4部リーグに所属するTJドルジュステヴニーク・ズプチャニに加入した。

### MFKゼムプリーン・ミハロフツェ
2021年1月、スロバキア１部リーグのフォルトゥナ・リーガに所属するMFKゼムプリーン・ミハロフツェへの期限付き移籍をした。2021年2月14日、ポーロニエ戦で初出場を果たす。
同年7月、同クラブに完全移籍した。

### KSクラコヴィア
2022年7月12日、KSクラコヴィアと2年契約を結んだことが発表された。